# Іванківська сільська рада (Бориспільський район)
| Іванківська сільська рада — орган місцевого самоврядування у Бориспільському районі Київської області з адміністративним центром у с. Іванків. Історична дата утворення: 10 жовтня 1943 року . Водоймища на території, підпорядкованій даній раді: озеро Велике. Сільській раді підпорядковані населені пункти: - с. Іванків |

## Склад ради
Рада складається з 20 депутатів та голови.

### Керівний склад ради
| ПІБ                   | Основні відомості                                                | Дата обрання | Дата звільнення |
| --------------------- | ---------------------------------------------------------------- | ------------ | --------------- |
| Тур Анатолій Іванович | Селищний голова, 1972 року народження, освіта вища, безпартійний | 31.10.2010   |                 |

Примітка: таблиця складена за даними джерела